# Aderus caroti
Aderus caroti es una especie de coleóptero de la familia Aderidae. Fue descrita científicamente por Maurice Pic en 1909.

## Distribución geográfica
Habita en África.